# Honeoye Falls
Honeoye Falls es una villa ubicada en el condado de Monroe en el estado estadounidense de Nueva York. En el año 2000 tenía una población de 2,595 habitantes y una densidad poblacional de 385.3 personas por km².

## Geografía
Honeoye Falls se encuentra ubicada en las coordenadas 42°57′23″N 77°35′14″O / 42.95639, -77.58722.

## Demografía
Según la Oficina del Censo en 2000 los ingresos medios por hogar en la localidad eran de $47,413, y los ingresos medios por familia eran $66,818. Los hombres tenían unos ingresos medios de $46,136 frente a los $35,299 para las mujeres. La renta per cápita para la localidad era de $27,987. Alrededor del 0.6% de la población estaban por debajo del umbral de pobreza.